# Ріттель-Кобилянський Костянтин
Костянти́н Рі́ттель-Кобиля́нський (англ. Konstantin Rittel–Kobylianski, 7 листопада 1975, Київ, Україна) — український оперний і камерний співак, який живе в Дюсельдорфі (Німеччина) та в Парижі як громадянин України. Його прадід Павло Юліанович був на 13 років молодшим зведеним братом видатної української письменниці Ольги Кобилянської.

## Життєпис
Костянтин Ріттель-Кобилянський народився у Києві, в українській акторській сім'ї Світлани Кобилянської та Олександра Ріттеля, які у 60-і роки грали на сцені Львівського академічного драматичного театру імені Марії Заньковецької.
Стати співаком спочатку не планував, навчався в Київському національному педагогічному університеті ім. Драгоманова. Освіту оперного співака здобував у Одеській музичній академії, яку закінчив у 1998 році. У 2000—2003 роках навчався у Фрайбурзській вищій школі музики. Його викладачами були Людмила Іванова та Василь Навроцький. Пізніше Марія Ганицька, Євгенія Мірошниченко, Маркус Горицький, Олександр Горбенко, Алла Борічко, Дітріх Фішер-Діскау. Проте, як він стверджує, найголовнішим учителем для нього була мама.
У 2011 році в Києві отримав премію «Зіркове SOLO» на церемонії вручення нагород Людина року.
Володар однієї з найпрестижніших музичних нагород у світі — премії Європейського фонду культури при Європарламенті в Страсбурзі.
У 2013 році співав партію Ескамільо в опері «Кармен» Жоржа Бізе у Львівському національному академічному театрі опери та балету імені Соломії Крушельницької.

## Особисте життя
Розлучений, мешкає в Дюсельдорфі, Німеччина. Син Міхаель-Костянтин і колишня дружина живуть у Тель-Авіві, Ізраїль.